# Eva-Maria Siegel

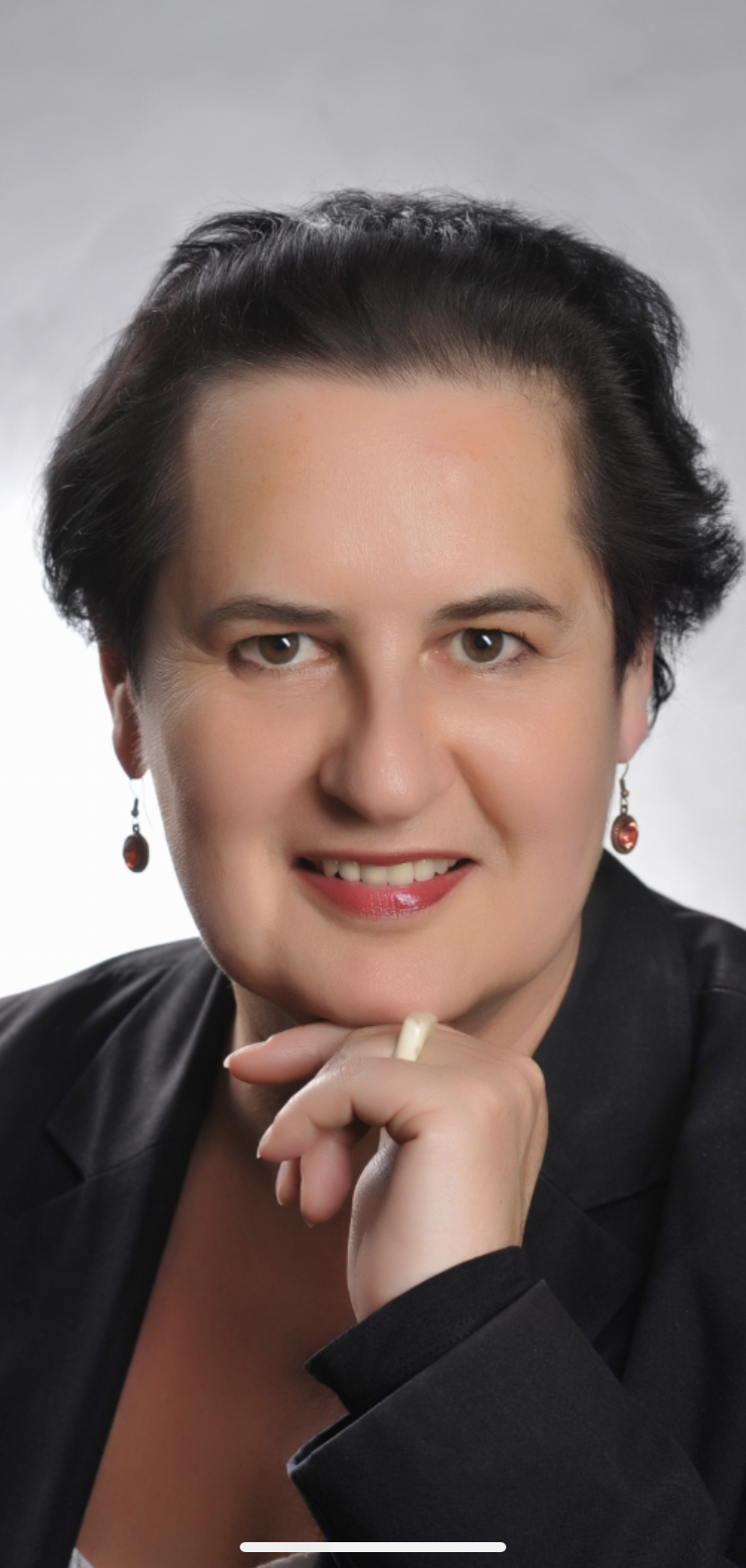
Porträt von Eva-Maria Siegel

Eva-Maria Siegel (* 12. Oktober 1957 in Sonneberg) ist eine deutsche Literaturwissenschaftlerin und Unternehmerin.

## Leben
Siegel studierte von 1980 bis 1985 Literatur- und Kunstwissenschaft an der Friedrich-Schiller-Universität Jena. Wissenschaftliche Mitarbeiterin war sie von 1985 bis 1991 am Zentralinstitut für Literaturgeschichte der Akademie der Wissenschaften der DDR. Nach der Habilitation 1996 – 2002, Lise-Meitner-Stipendiatin, Köln lehrte sie dort von 2002 bis 2007 als Privatdozentin. Seit 2007 ist sie dort außerplanmäßige Professorin. 2004 gründete sie das Unternehmen SiegelTraining und arbeitet seither als Dozentin, Trainerin und Beraterin für Firmen und Hochschulen.
Ihre Forschungsschwerpunkte sind Ästhetik der Welthaltigkeit im Roman, Literatur und Diversität in der Moderne und Literaturgeschichte 1800 bis zur Gegenwart, insbesondere Raumdarstellungen und Reiseliteratur.

## Schriften (Auswahl)
- Jugend, Frauen, Drittes Reich. Autorinnen im Exil 1933–1945. Pfaffenweiler 1993, ISBN 3-89085-738-8.
- High Fidelity – Konfigurationen der Treue um 1900. München 2004, ISBN 3-7705-3906-0.
- Gewalt in der Moderne. Kulturwahrnehmung, Narration, Identität. Marburg 2010, ISBN 978-3-8288-2361-7.
- Erfolgreich studieren. Kernkompetenzen für Bachelor und Master. Ein Übungsbuch. Marburg 2012, ISBN 978-3-8288-3047-9.
- Bertolt Brecht. Reihe „Literatur kompakt“, hg. von Gunter Grimm, Bd. 10. Marburg 2016, ISBN 978-3-8288-3531-3
- Nutzen durch Vielfalt. Wissen, Strategien, Beispiele, Checklisten. Baden-Baden 2018, ISBN 978-3-8487-4771-9
- Vereinigtes Gelächter? Kleinkunst und Kabarett um 1990. Marburg 2021, ISBN 978-3-96317-239-7

## Belege
- Publikationsverzeichnis Universität zu Köln, Prof. Dr. phil. Eva-Maria Siegel
- Germanistenverzeichnis Universität Erlangen